# Miconia pubipetala
Miconia pubipetala är en tvåhjärtbladig växtart som beskrevs av Friedrich Anton Wilhelm Miquel. Miconia pubipetala ingår i släktet Miconia och familjen Melastomataceae. Inga underarter finns listade i Catalogue of Life.